# Opisthodontia
Opisthodontia is een geslacht van vlinders van de familie spinners (Lasiocampidae).

## Soorten
- O. afroio Zolotuhin & Prozorov, 2010
- O. arnoldi Aurivillius, 1908
- O. avinoffi Tams, 1929
- O. axividia Zolotuhin & Prozorov, 2010
- O. budamara Zolotuhin & Prozorov, 2010
- O. cardinalli Tams, 1926
- O. cymographa (Hampson, 1910)
- O. dannfelti Aurivillius, 1895
- O. dentata Aurivillius, 1899
- O. denticulata (Romieux, 1943)
- O. diva Zolotuhin & Prozorov, 2010
- O. flavipicta Tams, 1929
- O. haigi Tams, 1935
- O. hollandi Tams, 1929
- O. jordani Tams, 1936
- O. kahli Tams, 1929

- O. micha (Druce, 1899)
- O. obscura Hering, 1941
- O. ochrosticta Kiriakoff, 1963
- O. pygmy Zolotuhin & Prozorov, 2010
- O. rothschildi Tams, 1936
- O. rotundata Berio, 1937
- O. sidha Zolotuhin & Prozorov, 2010
- O. sonithella Zolotuhin & Prozorov, 2010
- O. spodopasta Tams, 1931
- O. superba Aurivillius, 1915
- O. supramalis Zolotuhin & Prozorov, 2010
- O. tamsi Kiriakoff, 1963
- O. tessmanni Hering, 1928
- O. varezhka Zolotuhin & Prozorov, 2010
- O. vensani Zolotuhin & Prozorov, 2010